# 25062 Rasmussen
25062 Rasmussen este un asteroid din centura principală de asteroizi.

## Descriere
25062 Rasmussen este un asteroid din centura principală de asteroizi. A fost descoperit pe 24 august 1998 la Socorro, New Mexico, în cadrul proiectului LINEAR. Asteroidul prezintă o orbită caracterizată de o semiaxă mare de 2,42 ua, o excentricitate de 0,12 și o înclinație de 5,5° în raport cu ecliptica.